# Manfred Lichtenfeld
Manfred Lichtenfeld (* 6. Mai 1925 in Kiel; † 19. Januar 1997 in Bad Honnef) war ein deutscher Schauspieler und Synchronsprecher. Beim Fernsehpublikum ist er vor allem dank seiner markanten Stimme in Erinnerung geblieben, insbesondere als Grashüpfer Flip in der Zeichentrickserie Die Biene Maja und als nörgelnder Logen-Opa Statler in der Muppet Show von Jim Henson.

## Leben
Manfred Lichtenfeld wurde am 6. Mai 1925 in Kiel geboren. Nach einer Ausbildung an einer privaten Schauspielschule gab er 1942 sein Theaterdebüt. Es folgten Engagements in Schweidnitz, Cottbus, Kiel, Krefeld, Essen und Stuttgart. Mehr als 20 Jahre lang, von 1968 bis 1989, gehörte Lichtenfeld dann zum Ensemble des Staatstheaters am Gärtnerplatz in München. Dort spielte er unter anderem den Schultz in dem Musical Cabaret. Seit 1978 war er auch im Theater des Westens in Berlin zu sehen. Dort trat er auch häufig in Operetten wie Im weißen Rößl oder als Frosch in Die Fledermaus auf. Eine seiner weiteren Paraderollen war der Oberst Pickering in dem Musical My Fair Lady. Zuletzt war er im Frühjahr 1996 in Damn Yankees an der Kantstraße zu sehen.
Die Herzen von Millionen großer und kleiner Fernsehzuschauer eroberte Manfred Lichtenfeld aber mit seiner unverwechselbaren Stimme. Denn wegen seines hohen und leicht brüchigen Organs war er ein gefragter Sprecher. Als solcher gehörte er zur Stammtruppe des Synchronautors und -regisseurs Eberhard Storeck, der ihn in einer Reihe von Zeichentrickserien mit großem Erfolg einsetzte, darunter als Flip in Die Biene Maja und als Gorm („Ich bin entzückt!“) in Wickie und die starken Männer. Daneben war Lichtenfeld zwischen 1975 und 1985 in praktisch allen Anime-TV-Serien zu hören. Die Tatsache, dass die Geschichten dieser Fernsehserien auch als Hörspielkassetten und -schallplatten weite Verbreitung fanden, sicherten ihren Sprechern auch über die eigentlichen Fernsehübertragungen hinaus einen hohen Bekanntheitsgrad und Wiedererkennungseffekt. In den späten 1970er Jahren übernahm Lichtenfeld zudem den Lokführer Anton in den letzten Folgen der von Ariola produzierten Hörspielreihe Lok 1414 aus der Feder des Kinderbuchautors Friedrich Feld.
Lichtenfelds größte Stunde als Sprecher schlug aber in der ebenfalls von Storeck verdeutschten Puppenserie Die Muppet Show (1977 bis 1981), wo er als Statler nach Herzenslust meckern und sich aus der Loge heraus über die Protagonisten der Show lustig machen durfte. Dabei bildete er mit Walter Reichelt als Waldorf ein exakt eingespieltes Gespann, dem auch das meist zynische Schlusswort nach dem Abspann vorbehalten war – ein festes Ritual der Show, das dank der geschliffenen Sprachgags Storecks und der kongenialen Meckerstimmen Lichtenfelds und Reichelts Kultstatus erlangte. Daneben sprach Lichtenfeld jedoch noch weitere Figuren der Show, darunter den Dr. Goldzahn. Auch in den Muppet-Kinofilmen war Lichtenfeld zu hören, zuletzt 1996 in Muppets – Die Schatzinsel. In den meisten dieser Rollen konnte er auch sein Gesangstalent anbringen.
Als weitere Zeichentrickfiguren sprach Lichtenfeld Asterix in Asterix bei den Briten und den Maikäfer Sumsemann in Peterchens Mondfahrt (1990). Seine Rollen als Herr von Unruh in Die Schöne und das Biest (1991) und als Nikolaus in The Nightmare Before Christmas (1993) boten ihm erneut auch dankbare Gesangparts. Da das Publikum Lichtenfelds Stimme stark mit den oben genannten Figuren verband, wurde er als Synchronsprecher für reale Schauspieler nur vergleichsweise selten eingesetzt. Dann waren es meist Nebenrollen, wie etwa Leopoldo Trieste in Der Name der Rose. Eine seiner wenigen Hauptrollen war Albert Sharpe in Das Geheimnis der verwunschenen Höhle. In kleineren Rollen war Lichtenfeld zudem auch in Fernsehspielen und -serien zu sehen, so etwa 1968 in Chronik der Familie Nägele an der Seite von Willy Reichert und Oscar Heiler.
Manfred Lichtenfeld starb am 19. Januar 1997 im Alter von 71 Jahren in Bad Honnef an einer Krebserkrankung.

## Filmografie (Auswahl)

### Fernsehfilme und -serien
- 1962: Papiermühle
- 1964: Die Reise um die Erde
- 1965: Schwarzer Peter
- 1966: Zehn Prozent
- 1968: Chronik der Familie Nägele
- 1972: Der Ritter von der traurigen Gestalt (zweiteiliger Fernsehfilm) – als Sancho Pansa[1]
- 1974: Der Tod der Schneevögel
- 1978: Zwei himmlische Töchter
- 1982: Ein Fall für zwei – Der Jäger als Hase

### Sprecherrollen in TV-Zeichentrick- und -Puppenserien (Synchronjahre)
- Wickie und die starken Männer (1974 ff.) – Gorm
- Die Biene Maja (1976 ff.) – Flip, der Grashüpfer
- Pinocchio (1977/1978) – Delfin
- Sindbad (1978) – Eseltreiber
- Wunderbare Reise des kleinen Nils Holgersson mit den Wildgänsen (1981/1982) – Wichtelmännchen
- The Muppet Show (1977–1981) – Statler, Dr. Goldzahn, u. a.
- Ico – Das kleine Wildpferd (1981) – Larquirucho
- Niklaas, ein Junge aus Flandern (1984) – Herr Hanse
- Alice im Wunderland (1984–1986) – Weißes Kaninchen
- Gummibärenbande (1985–1991) – Zummi

### Synchronparts in Kinofilmen
- 1937: Schneewittchen und die sieben Zwerge (Synchron-Version von 1994) – Chef
- 1939: Mr. Smith geht nach Washington – Charles Lane (Reporter Nosey)
- 1959: Das Geheimnis der verwunschenen Höhle – Albert Sharpe (Titelrolle des Darby O'Gill)
- 1979: Muppet Movie – Statler
- 1980: Star Wars Episode V: Das Imperium schlägt zurück – Yoda
- 1981: Die große Muppet-Sause – Statler
- 1984: Die Muppets erobern Manhattan – Statler
- 1985: Asterix bei den Briten – Asterix
- 1990: Peterchens Mondfahrt – Sumsemann
- 1990: Stirb langsam 2 als Marvin (Tom Bower)
- 1991: Die Schöne und das Biest – Herr von Unruh
- 1991: Robin Hood – König der Diebe – Duncan
- 1992: Die Muppets Weihnachtsgeschichte – Statler (in der Rolle des Robert Marley)
- 1993: The Nightmare Before Christmas – Erzähler und Nikolaus
- 1996: Muppets – Die Schatzinsel – Statler